# Franz Serafin Exner (philosophe)
Pour les articles homonymes, voir Exner.
Ne doit pas être confondu avec Franz-Serafin Exner.

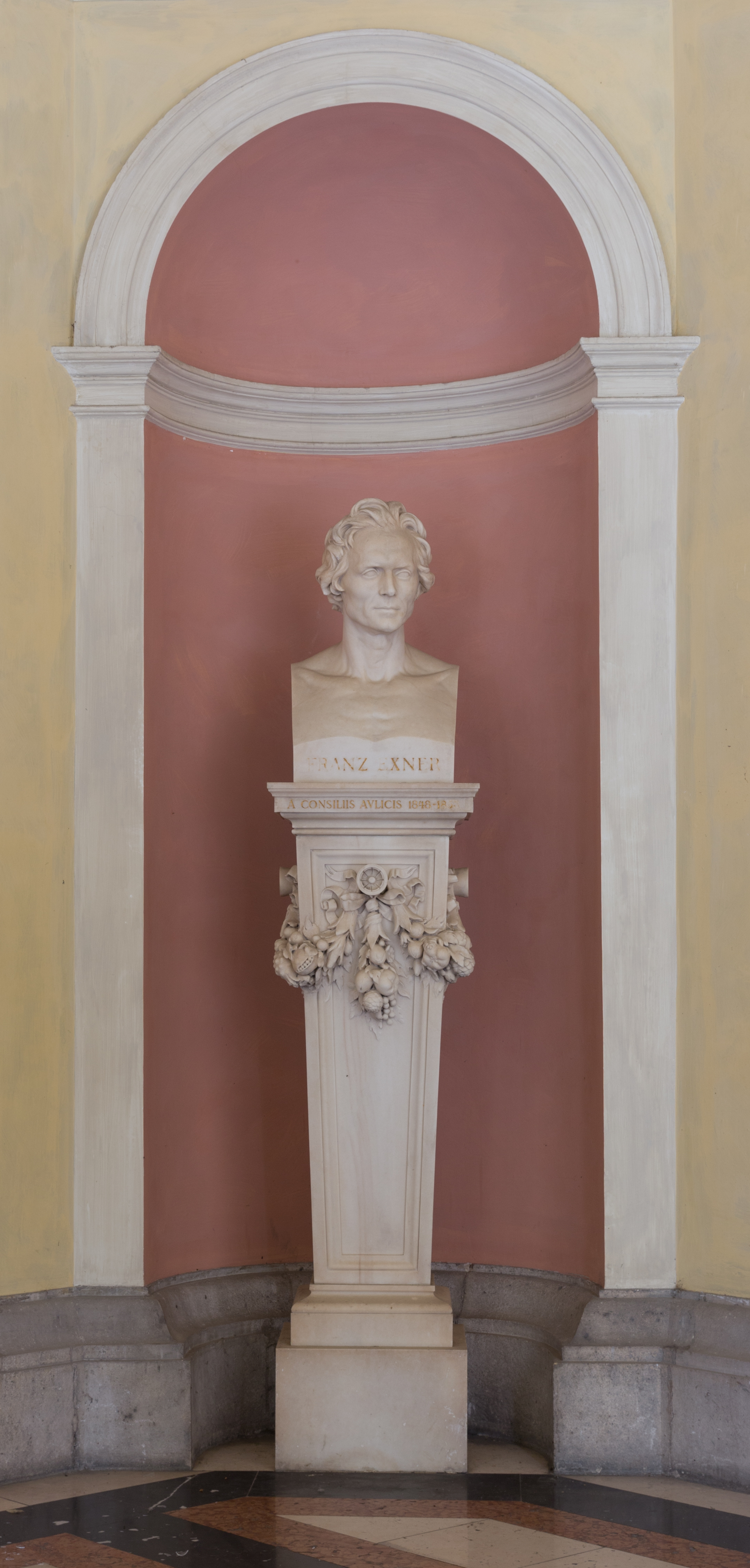
Buste de Exner à l'Université de Vienne

Franz Serafin Exner (né le 28 août 1802 à Vienne et décédé le 21 juin 1853 à Padoue) est un philosophe autrichien.
Il est professeur de philosophie à l’Université de Prague à-partir de 1831. Disciple d'Herbart, il réforme les lycées allemands avec l'aide d'Hermann Bonitz, qu'il fait nommer à l'université de Vienne.

## Biographie
Franz Serafin Exner est l'unique fils du douanier de Silésie (Royaume de Prusse), contrôleur de l'immigration, Josef Exner (1770-1836) et de sa femme Magdalena. Il fit ses études secondaires et supérieures à Vienne, se consacrant de 1818 à 1821 à la philosophie, puis à partir de 1822 au droit. Après un stage à Padoue en 1823 et sa soutenance de thèse en 1827, il obtint en 1831 un poste d'assistant pédagogique et de philosophie à l'université de Vienne. Son maître Rembold le décida à se consacrer entièrement à la philosophie.
À 29 ans, il se vit proposer la chaire de Philosophie de l'Université de Prague, où il enseigna 17 ans, jusqu'à sa nomination comme conseiller ministériel à l'Éducation (Referat für Unterrichtsreform).